# 鈴木誠一 (地方公務員)
鈴木 誠一（すずき せいいち）は、日本の地方公務員。公益財団法人栃木県国際交流協会理事長や、栃木県副知事を経て、公益社団法人栃木県防犯協会会長。

## 人物・経歴
栃木県生まれ。栃木県立栃木高等学校を経て、東北大学経済学部卒業後、栃木県入庁。公益財団法人栃木県国際交流協会理事長等を経て、2014年から佐藤順一の後任として栃木県副知事を務め、とちぎ元気発信プランや、とちぎ創生15戦略の策定にあたり、とちぎ地方創生推進会議会長として人口減少への対応などを進めた。2018年に退任後、公益社団法人栃木県防犯協会会長・代表理事に就任。2021年、瑞宝中綬章受章。